# Валуева, Анастасия Юрьевна
Анастасия Юрьевна Мозлова Валуева (29 ноября, 1993 года, Доброе, Липецкая область) — российская тхэквондистка, член национальной сборной России. Олимпийская чемпионка Юношеских Олимпийских игр 2010 года в Сингапуре. Чемпионка Универсиады 2011 года в Шэньчжэне. Выступает в весе до 50 кг.    
05.09.2015 вышла замуж.
11.08.2017 родился сын Ярослав.

## Интервью и статьи
- Анастасия Валуева: «Очень хочу познакомиться со своим однофамильцем — боксером Николаем Валуевым»
- Анастасия Валуева: «Хочу попасть в Лондон, а не в нокаут»
- Накануне Нового 2011 года Анастасии Валуевой вручили ключи от автомобиля
- Анастасия Валуева: «Учла все прошлые ошибки и выиграла»
- Анастасия Валуева соперниц «утюжит под ноль»